# Feneturide
La feneturide è un agente antiepilettico derivato dell'acetilurea e correlato chimicamente alla fenacemide. È stato ipotizzato che il meccanismo d'azione sia simile a quello della fenitoina. Secondo alcuni la feneturide, quando è utilizzata in associazione con fenitoina, esplicherebbe la sua azione inibendo il metabolismo di quest'ultima. Il farmaco ha trovato impiego nel trattamento dell'attacco tonico-clonico e dell'epilessia psicomotoria.
La feneturide, dopo somministrazione orale, viene assorbita lentamente dal tratto gastrointestinale. L'emivita plasmatica è di 30-90 ore (somministrazione di una dose singola) o di 40 ore (somministrazione cronica). Il volume di distribuzione è circa 3 l/kg. La feneturide viene quasi completamente metabolizzata (nelle urine si ritrovano solo quantità minime di farmaco immodificato). Il farmaco sembrerebbe capace di autoinduzione metabolica.
Nell'adulto è stata somministrata per via orale al dosaggio di 0,6-1 g/die (occasionalmente sino a 1,5 g/die).
La somministrazione di feneturide può causare la comparsa di anoressia, nausea, leucopenia, manifestazioni cutanee, aumento delle fosfatasi alcaline, albuminuria, glicosuria.